# Lovingovi vs. Virginie

Americké státy podle data zrušení zákonů zakazujících rasově smíšená manželství:
Žádné zákony
Před 1887
Od 1948 do 1967
12. června 1967

Lovingovi vs. Virginie (anglicky: Loving v. Virginia), 388 U.S. 1, je případ Nejvyššího soudu Spojených států amerických z roku 1967, který zrušil platnost zákonů zakazujících rasově smíšená manželství. Žalující strana byli černoška Mildred Dolores Loving (za svobodna Jeter) a běloch Richard Perry Loving z Virginie. Ve Virginii, stejně jako v dalších 16 státech USA, byl v platnosti zákon striktně zakazující rasově smíšená manželství.
Lovingovi byli oddáni v červnu 1958 ve Washingtonu DC, kde žádný takový zákon neexistoval a vrátili se zpět do Virginie. O pět týdnů později ale novomanžele uprostřed noci probudili tři policisté, kteří vtrhli přímo do jejich ložnice. Pár byl odsouzen státem Virginie na rok do vězení (s podmínečným odložením na 25 let v případě, že Virginii opustí). Lovingovi tedy Virginii opustili a přestěhovali se do Washingtonu DC. Inspirována hnutím za rovnoprávnost černochů vedeným Martinem Lutherem Kingem napsala Mildred dopis Robertu Kennedymu, tehdejšímu ministru spravedlnosti, ve kterém mu jejich situaci zevrubně popsala. Kennedy jí odepsal s tím, že se má o pomoc obrátit na Americký svaz pro občanské svobody (ACLU). Lovingovi tak učinili, najali si zde právníky a v roce 1963 zažalovali stát Virginie.
V roce 1967 se soudci Nejvyššího soudu jednomyslně přiklonili na jejich stranu v počtu 9 ku 0. Tímto rozhodnutím byla smíšená manželství legalizována ve všech státech USA bez ohledu na místní zákony.